# Doeringiella asignata
Doeringiella asignata är en biart som beskrevs av Compagnucci och Roig-alsina 2003. Doeringiella asignata ingår i släktet Doeringiella och familjen långtungebin. Inga underarter finns listade i Catalogue of Life.